# 미란다 대 애리조나
미란다 대 애리조나는 미국 연방 대법원의 랜드마크 판결이다. 미란다 원칙을 낳았다.

## 같이 보기
- 미란다 원칙